# Поллина
Поллина (итал. Pollina) — коммуна в Италии, располагается в регионе Сицилия, подчиняется административному центру Палермо.
Население составляет 3122 человека, плотность населения составляет 64 чел./км². Занимает площадь 49 км². Почтовый индекс — 90010. Телефонный код — 0921.
Покровителями коммуны почитаются Пресвятая Богородица (Madonna della Lettera) и святой Иулиан Ле-Манский, празднование во второе воскресение июля и во второе воскресение августа.